# Oleg Ryzhenkov
Oleg Ryzhenkov, también transliterado como Aleh Ryzhankau –en ruso, Олег Рыженков ; en bielorruso, Алег Рыжанкоў– (Naistenjärvi, 15 de diciembre de 1967), es un deportista bielorruso que compitió en biatlón. Ganó diez medallas en el Campeonato Mundial de Biatlón entre los años 1995 y 2003, y seis medallas en el Campeonato Europeo de Biatlón entre los años 1995 y 2006.
Está casado con la también biatleta Natalia Ryzhenkova.

## Palmarés internacional
| Campeonato Mundial | Campeonato Mundial      | Campeonato Mundial | Campeonato Mundial |
| Año                | Lugar                   | Medalla            | Prueba             |
| ------------------ | ----------------------- | ------------------ | ------------------ |
| 1995               | Anterselva (Italia)     | Medalla de bronce  | Individual         |
| 1995               | Anterselva (Italia)     | Medalla de bronce  | Relevos            |
| 1996               | Ruhpolding (Alemania)   | Medalla de oro     | Equipo             |
| 1996               | Ruhpolding (Alemania)   | Medalla de bronce  | Relevos            |
| 1997               | Osrblie (Eslovaquia)    | Medalla de oro     | Equipo             |
| 1997               | Osrblie (Eslovaquia)    | Medalla de plata   | Individual         |
| 1997               | Osrblie (Eslovaquia)    | Medalla de bronce  | Velocidad          |
| 1999               | Kontiolahti (Finlandia) | Medalla de oro     | Relevos            |
| 2001               | Pokljuka (Eslovenia)    | Medalla de plata   | Relevos            |
| 2003               | Janty-Mansisk (Rusia)   | Medalla de bronce  | Relevos            |
| Campeonato Europeo |                         |                    |                    |
| Año                | Lugar                   | Medalla            | Prueba             |
| 1995               | Grand-Bornand (Francia) | Medalla de oro     | Relevos            |
| 1995               | Grand-Bornand (Francia) | Medalla de bronce  | Velocidad          |
| 1996               | Val Ridanna (Italia)    | Medalla de plata   | Relevos            |
| 1996               | Val Ridanna (Italia)    | Medalla de bronce  | Velocidad          |
| 2003               | Forni Avoltri (Italia)  | Medalla de bronce  | Relevos            |
| 2006               | Langdorf (Alemania)     | Medalla de oro     | Relevos            |